# Пахомов, Олег Васильевич
Оле́г Васи́льевич Пахо́мов (25 мая 1950, Кульджа — 27 ноября 2012, Вологда) — советский и российский художник, дизайнер музейных экспозиций, театральный оформитель, член Союза художников России, Заслуженный художник Российской Федерации.

## Биография
Родился 25 мая 1950 года в китайском городе Кульджа.
С 1968 по 1974 годы учился в Алма-Атинском художественном училище.
С 1974 по 1977 годы работал в Казахстане художником-декоратором Чимкентского, а затем Уральского областных драматических театров.
В 1977 году принят в Великолукский драматический театр, где и проработал главным художником до 1984 года.
С 1984 года перешел в Новгородский областной театр художником-постановщиком.
В 1985 году переехал в Вологду и следующие 5 лет работал главным художником Вологодского областного драматического театра.

## Творческая деятельность

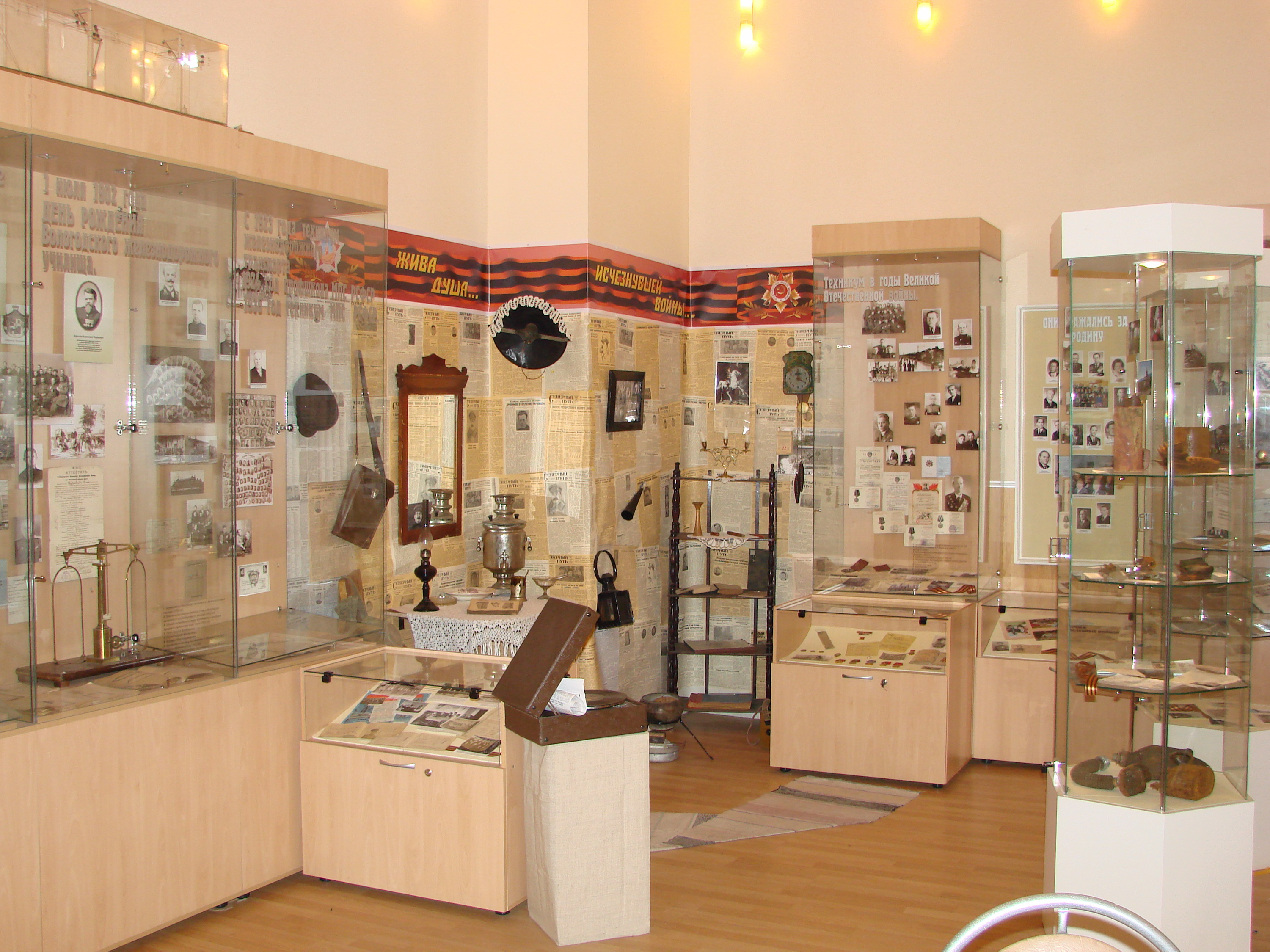
Музей ВТЖТ

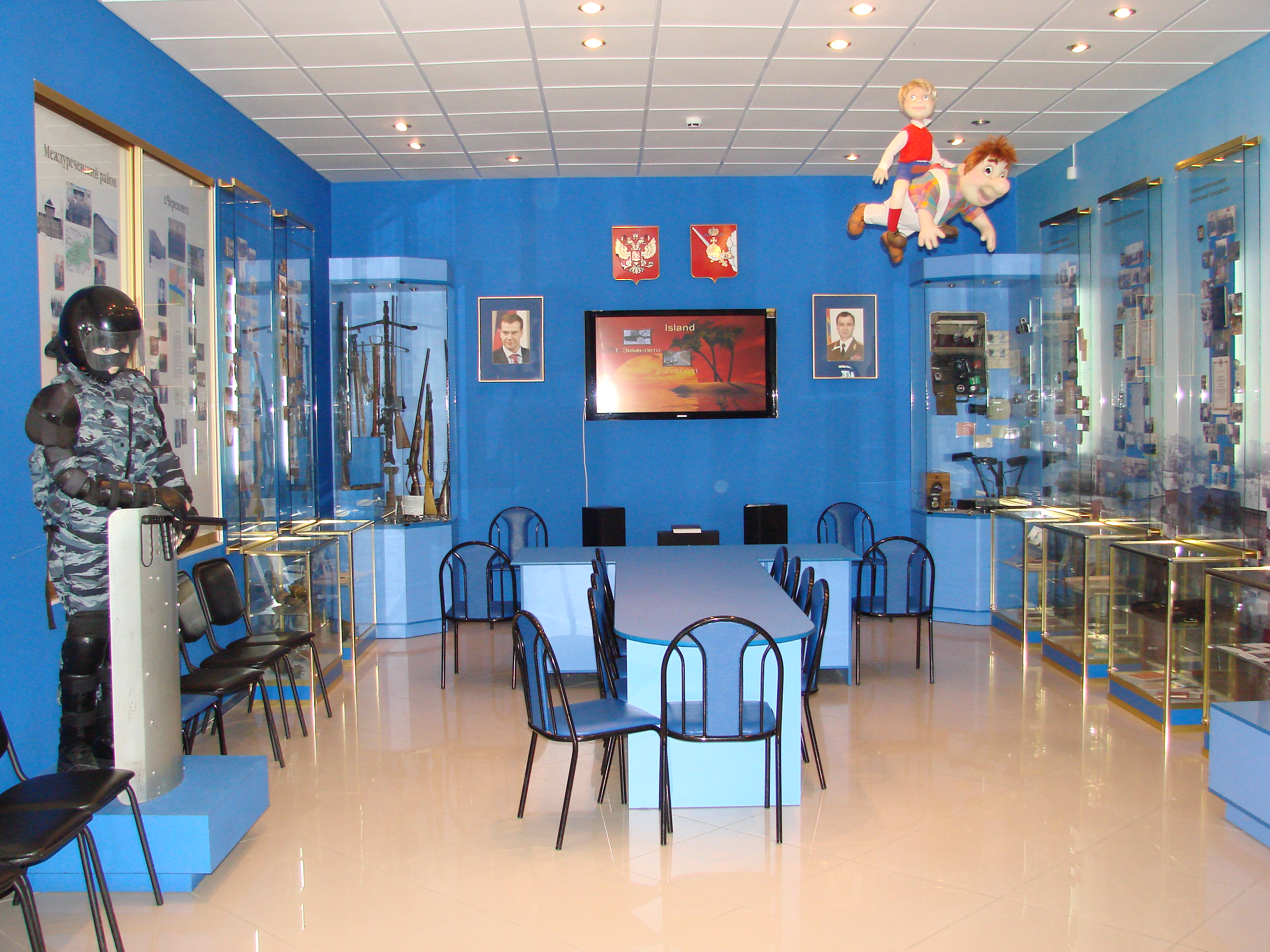
Музей вологодской милиции

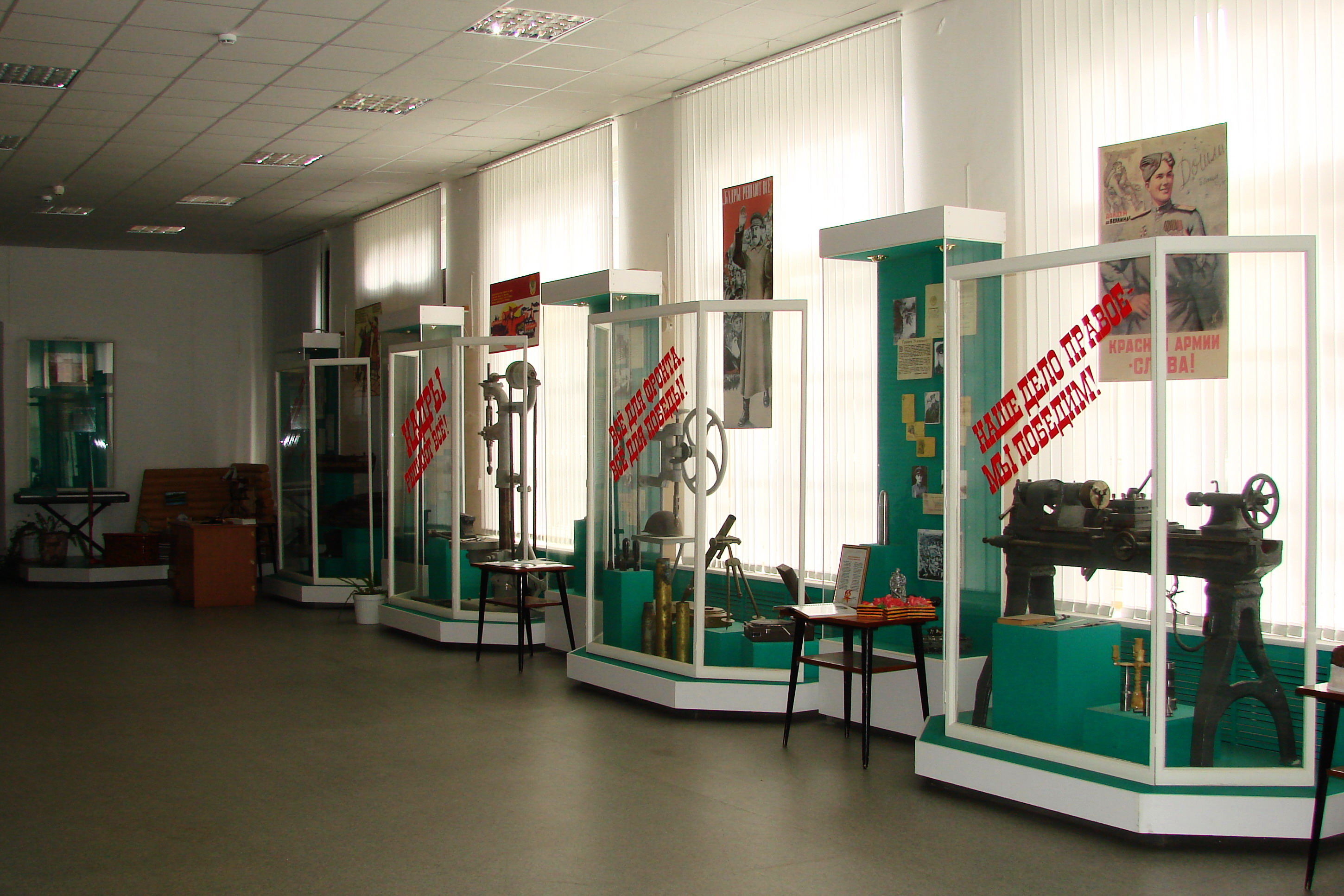
Музей НПО

С 1977 года Олег Васильевич участник областных выставок в городах Псков и Вологда
- 1980 — республиканская выставка «Советская Россия», г. Москва
- 1982 — персональная выставка, г. Псков
- 1982 — республиканская выставка «Советская Россия», г. Москва
- 1987 — всесоюзная выставка художников театра, кино и телевидения, г. Москва
- 1987 — выставка советских художников театра, кино и телевидения в Чехословакии, г. Прага
- 1989 — региональная выставка «Советский Север», г. Мурманск
- 1990 — дизайнер художественной выставки «Сокровища земли Вологодской», г. Москва ЦДХ
- 1991 — дизайнер художественной выставки «Художественные сокровища земли Вологодской», г. Санкт-Петербург
- 1992 — дизайнер музейной экспозиции дома В. Т. Шаламова, г. Вологда
- 1995 — персональная выставка г. Брей (Ирландия)
- 1995 — дизайнер музейной экспозиции Музея Церковной старины, г. Тотьма
- 1996 — дизайнер музейной экспозиции Музея А. Рубцова, в деревне Никола
- 1996 — дизайнер музейной экспозиции Музея мореходов, г. Тотьма
- 1997 — персональная выставка г. Брей, Ирландия
- 1998—1999 — дизайнер музейной экспозиции Музея А. Яшина, г. Никольск
- 2000 — дизайнер музейной экспозиции Дома-музея А. Ф. Можайского
- 2000 — дизайнер музейной экспозиции Музея Вологодского техникума железнодорожного транспорта
- 2005 — дизайнер музейной экспозиции Музея начального профессионального образования Вологодской области
- 2006 — дизайнер музейной экспозиции Музея боевой славы в селе Ошта Вытегорского района
- 2007 — выставка пастельных работ в Шаламовском доме
- 2008 — дизайнер музейной экспозиции Музея вологодской милиции
- 2007 — выставка новых пастельных работ в Шаламовском доме
- 2010 — персональная выставка в УВД Вологодской области, посвященная 65-летию Победы в Великой Отечественной войне
- 2010 — юбилейная выставка «Мои вопросы. Мои ответы» в Центральном выставочном зале Вологодской областной картинной галереи.

## Награды и звания
- Заслуженный художник Российской Федерации (2008)